# سیارک ۴۰۶۴
سیارک ۴۰۶۴ (به انگلیسی: 4064 Marjorie، نامگذاری:2126P-L) چهار هزار و شصت و چهارمین سیارک کشف شده‌است که در ۲۴ سپتامبر ۱۹۶۰ کشف شد.
قدر مطلق سیارک برابر ۱۳٫۴۰ است.